# Merla de Costa Rica
La merla de Costa Rica (Turdus nigrescens) és un ocell de la família dels túrdids (Turdidae).

## Hàbitat i distribució
Habita el Páramo, la proximitat del bosc humid, pastures i matolls d'alta muntanya per sobre del bosc, a Costa Rica i oest de Panamà.